# Денислав Христов
Денислав Георгиев Христов е български футболист продукт на Академия Литекс. Играе като офанзивен полузащитник, силният му крак е левият. Започва да тренира футбол през 2000 г. в ДЮШ на Литекс още преди официално да е създадена Академията, а първият му треньор е Митко Маринов. Под негово ръководство през 2005 г. юношите на Литекс род. 1992 печелят международен турнир по футбол проведен в Ерфурт Германия. Преминава през всичките възрастови формации на ловчанлии, а треньори още са му били специалисти като Пламен Линков, Петко Петков и Евгени Колев. С отбора на Литекс участва в редица първенства и турнири. През 2009 г. с „оранжевите“ и старши треньор Евгени Колев достига до финал за Купата на БФС при юношите старша възраст, родени през 1991 г. В Правец Литекс губи драматично финала от Левски (София) със 7:8 след изпълнение на дузпи (1:1 в редовното време). На 28 юни 2009 и също в Правец с младшата възраст на Литекс родени 1992 г. на треньора Евгени Колев става Републикански шампион на България. На финала „оранжевите“ побеждават Левски (София). Пак през същата година и отново в Правец с юношеска формация на Литекс водена от старши треньора Петко Петков взима участие в VI издание на международния футболен турнир за юноши „Юлиян Манзаров“. „Оранжевите“ с Дидо в състава си попадат в т.нар. „желязна група“ в които са още отборите на ЦСКА (София), Левски (София) и Стяуа Букурещ. „Оранжевите“ завършват на първо място и се класират на финал. Там за трофея спорят с „гранда“ Барселона и след победа с 1:0 печелят турнира. През сезон 2008/09 Денислав се състезава както за своята възрастова група в Академията, така и за дублиращия отбор на Литекс.

## Успехи
- Международен юношески турнир „Юлиян Манзаров“ – 2009
- Шампион на България при юноши младша възраст родени 1992 г. – 2009